# 최승훈 (배우)
최승훈(崔乘訓, 2008년 5월 1일 ~ )은 대한민국의 배우이다.

## 출연

### 드라마
- 2014년 《마마》 - 어린 한그루 역 (윤찬영 아역)
- 2014년 《왕의 얼굴》 - 이지 역
- 2015년 《구여친클럽》 - 김수진의 조카 상현 역
- 2015년 《디데이》 - 성동하 역
- 2015년 《마담 앙트완》 - 어린 최수현 역 (성준 아역)
- 2015년 《장사의 신 - 객주 2015》
- 2016년 《장영실》 - 어린 문종 역 (한정우 아역)
- 2016년 《THE K2》 - 어린 김제하 역 (지창욱 아역)
- 2016년 《황금주머니》 - 어린 한석훈 역 (진이한 아역)
- 2016년 《다시, 첫사랑》 - 가온 역
- 2017년 《보이스》 - 손아람 역
- 2017년 《사임당, 빛의 일기》 - 민지성 역
- 2017년 《힘쎈여자 도봉순》 - 어린 안민혁 역 (박형식 아역)
- 2017년 《터널》 - 어린 목진우 역 (노태엽, 김민상 아역)
- 2017년 《별별 며느리》
- 2017년 《최고의 한방》 - 신화 역
- 2017년 《병원선》 - 어린 김재걸 역 (이서원 아역)
- 2017년 《블랙》 - 어린 한무강 역 (송승헌 아역)
- 2018년 《화유기》 - 이수철 역
- 2018년 《라디오 로맨스》 - 어린 지수호 역 (윤두준 아역)
- 2018년 《스위치 - 세상을 바꿔라》 - 어린 사도찬 역 (장근석 아역)
- 2018년 《같이 살래요》 - 어린 정은태 역 (이상우 아역)
- 2018년 《숨바꼭질》 - 어린 차은혁 역 (송창의 아역)
- 2018년 《마성의 기쁨》 - 어린 공마성 역 (최진혁 아역)
- 2018년 《손 the guest》 - 어린 윤화평 역 (김동욱 아역)
- 2018년 《미스 마 - 복수의 여신》 - 최우준 역
- 2018년 《운명과 분노》 - 어린 태인준 역 (주상욱 아역)
- 2019년 《왜그래 풍상씨》 - 어린 이진상 역 (오지호 아역)
- 2019년 《리갈 하이》 - 어린 고태림 역 (진구 아역)
- 2019년 《태양의 계절》 - 최지민 / 어린 김유월 역 (오창석 아역)
- 2019년 《퍼퓸》 - 어린 서이도 역 (신성록, 양한열 아역)
- 2019년 《꽃파당: 조선혼담공작소》 - 어린 마훈 역 (김민재 아역)
- 2019년 《KBS 드라마 스페셜 - 히든》 - 어린 김건 역 (서동현 아역)
- 2019년 《하자있는 인간들》 - 어린 이민혁 역 (김태형 아역)
- 2020년 《포레스트》 - 어린 강산혁 역 (박해진 아역)
- 2020년 《찬란한 내 인생》 - 기은수 역
- 2021년 《안녕? 나야!》 - 어린 한유현 역 (김영광 아역)
- 2021년 《오월의 청춘》 - 황정태 역
- 2021년 《멀리서 보면 푸른 봄》 - 어린 여준완 역 (나인우 아역)
- 2021년 《홍천기》 - 어린 하람 역 (안효섭 아역)
- 2021년 《아모르 파티 - 사랑하라, 지금》 - 중학생 한하늘 역
- 2021년 《멜랑꼴리아》 - 어린 백승유 역 (이도현 아역)
- 2022년 《그리드》 - 중학생 김새하 역 (서강준 아역)
- 2022년 《안나라수마나라》 - 어린 나일등 역 (황인엽 아역)
- 2022년 《당신이 소원을 말하면》 - 어린 윤겨레 역 (지창욱 아역)
- 2023년 《택배기사》 - 어린 사월 역 (강유석 아역)
- 2024년 《웰컴투 삼달리》 - 어린 조용필 역 (지창욱 아역)
- 2024년《나쁜 기억 지우개》 - 어린 이군 (김재중 아역)

### 영화
- 2015년 《장수상회》 - 어린 김장수 역 (조진웅 아역)
- 2016년 《판도라》 - 어린 강재혁 역 (김남길 아역)
- 2018년 《챔피언》 - 준형 역

### 방송
- 2023년 《보이즈 플래닛》 - 참가자

## 수상 및 후보
| 연도 | 시상식       | 부문               | 작품        | 결과 |
| ---- | ------------ | ------------------ | ----------- | ---- |
| 2019 | KBS 연기대상 | 남자 청소년 연기상 | 태양의 계절 | 후보 |